# Zofia Czeska

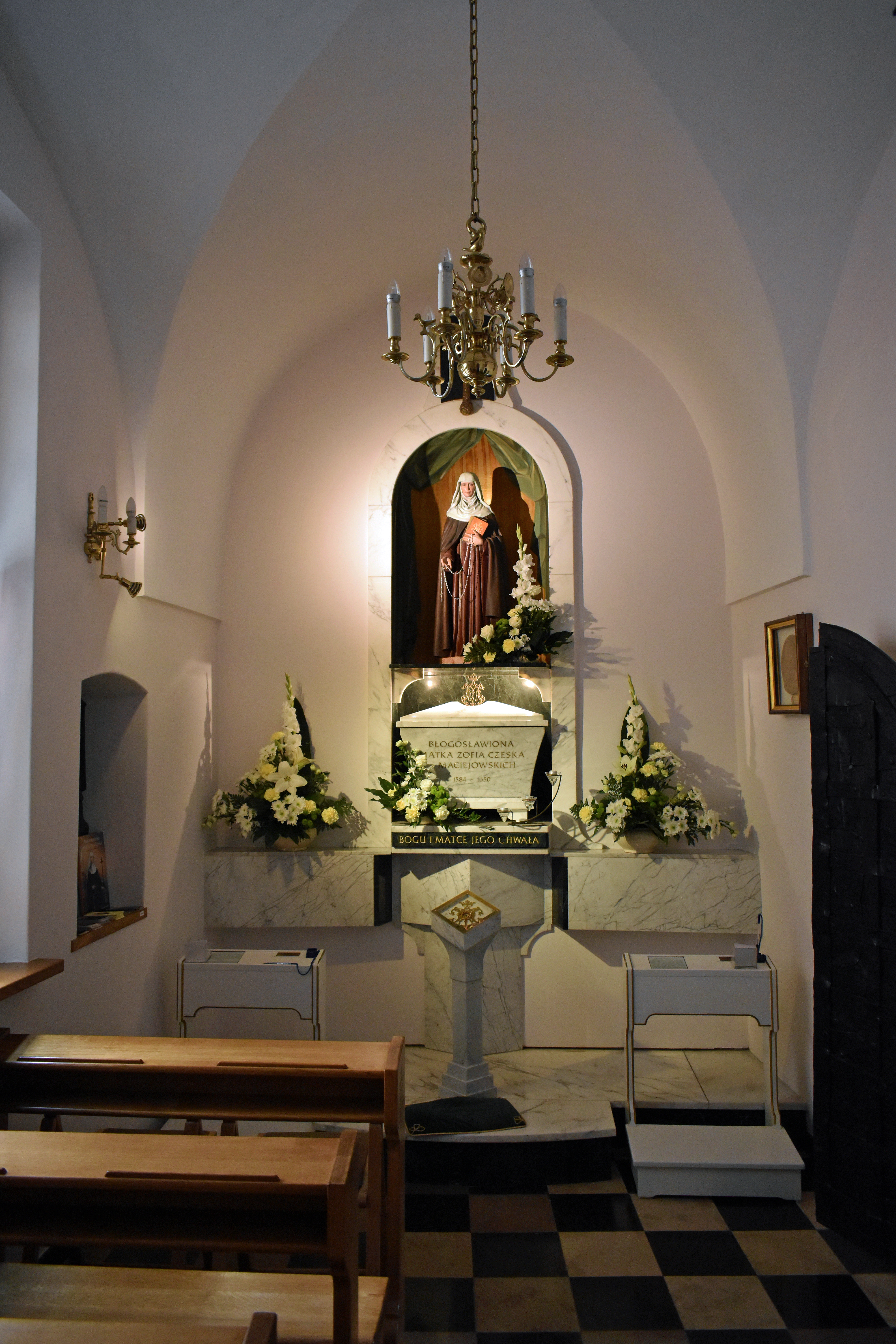
Kaplica bł. Zofii Czeskiej z jej konfesją (kościół św. Jana Chrzciciela i św. Jana Ewangelisty w Krakowie)

Zofia Czeska rod. Maciejowska (ur. w 1584 w Budziszowicach, zm. 1 kwietnia 1650 w Krakowie) – polska zakonnica działająca w Krakowie, założycielka Zgromadzenia Sióstr Ofiarowania NMP (prezentek), błogosławiona Kościoła katolickiego.

## Życiorys
Przyszła na świat około 1584. Rodzice Mateusz i Katarzyna z domu Lubowiecka mieli dziewięcioro dzieci. Należeli do średniozamożnej szlachty, pochodzącej z okolic Krakowa. Matka Zofii pochodziła z parafii Niegowić koło Wieliczki, a ojciec z okolic Wiślicy, z miejscowości Budziszowice. Jako 16-letnia dziewczyna została wydana za mąż za Jana Czeskiego, dziedzica miejscowości Czechy koło krakowskich Słomnik i Węgrzynowa. Jako 18-latka wstąpiła do Arcybractwa Miłosierdzia, założonego przez jezuitę ks. Piotra Skargę, przy kościele św. Barbary w Krakowie. Po 6 latach małżeństwa została bezdzietną wdową.
Dalsze swe życie poświęciła pełnieniu dzieł miłosierdzia, zwłaszcza osieroconym i pochodzącym z ubogich rodzin dziewczętom. Z własnych funduszy zorganizowała dla nich, w latach 1621-1627, przy ulicy Szpitalnej 18 w Krakowie, Instytut wychowawczy pod nazwą „Dom Panieński Ofiarowania Najświętszej Maryi Panny” zwany także „Domem Sierocym”. Była to pierwsza w Polsce zorganizowana szkoła żeńska. Do końca swego życia oddawała się posłudze wychowawczej i nauczycielskiej, pełniąc w założonym przez siebie Instytucie obowiązki przełożonej, wychowawczyni i nauczycielki. Zabiegała o jego prawne i materialne zabezpieczenie. 31 maja 1627 biskup krakowski Marcin Szyszkowski wydał dekret zatwierdzający Instytut, a 24 maja 1633 potwierdził go w imieniu Stolicy Apostolskiej nuncjusz Honorat Visconti. Następnie starała się o nadanie Instytutowi charakteru zgromadzenia zakonnego, jednak nie dokończyła dzieła, bowiem 1 kwietnia 1650 zmarła w opinii świętości.
Została pochowana w kościele Mariackim w Krakowie. Po około 43 latach od jej śmierci, siostry prezentki otrzymały czaszkę swej Założycielki, znajdującą się obecnie w bocznej kaplicy kościoła św. Jana Chrzciciela i św. Jana Ewangelisty w Krakowie. Zgromadzenie Sióstr Ofiarowania Najświętszej Maryi Panny ostatecznie ukształtowało się po śmierci Założycielki. Jego ustawy zatwierdził 13 stycznia 1660 biskup krakowski Andrzej Trzebicki.

## Proces beatyfikacji
1 kwietnia 1995 ks. kardynał Franciszek Macharski, metropolita krakowski otworzył proces beatyfikacyjny Matki Zofii Czeskiej. Postulatorką procesu została prezentka siostra Renata Gąsior. Etap diecezjalny procesu został zakończony w listopadzie 1997. 27 czerwca 2011 papież Benedykt XVI podpisał dekret heroiczności cnót, a 20 grudnia 2012 wydał dekret zatwierdzający cud za jej wstawiennictwem, jakim było uzdrowienie kilkuletniego chłopca z ciężkiego zapalenia mózgu.
Uroczystość beatyfikacyjna odbyła się 9 czerwca 2013 w Sanktuarium Bożego Miłosierdzia w Krakowie-Łagiewnikach. Beatyfikacji w imieniu papieża Franciszka dokonał kard. Angelo Amato. 
Jej wspomnienie liturgiczne obchodzone jest 15 maja.